# Ceca special (revija)
Ceca special je bila posebna izdaja slovenskega tednika Žurnal, ki je bila objavljena 14. marca leta 2005 s strani medijske hiše Žurnal media.
Revija je bila v celoti posvečena življenju in karieri srbske pevke narodno-zabavne glasbe, Svetlane Ražnatović - Cece. 
To je obenem tudi četrta revija posvečena Ceci, a prva v slovenskem jeziku. 
K reviji je bil priložen tudi Cecin (takrat aktualni) album Gore od ljubavi. 

## Vsebina
Revija ima 62 strani in vsebuje naslednja poglavja:
| Stran   | Poglavje                  | Naziv poglavja                              |
| ------- | ------------------------- | ------------------------------------------- |
| 4 - 5   | Nagovor                   | Ceca - zgodba o vseh nas                    |
| 8 - 9   | Pisec Momo Kapor o Ceci   | Ceca - nekdo, ki ga imaš rad                |
| 10 - 17 | Cecin intervju            | Ljubezen se zgodi                           |
| 18 - 19 | Kolege o Ceci             | Slavček, ki vas boža z glasom               |
| 22 - 23 | Isidora o Ceci            | 30 razlogov, zakaj sva s Ceco prijateljici  |
| 24 - 25 | Cecin horoskop            | Levje srce                                  |
| 29 - 30 | Milijev intervju          | Gore od ljubavi za nov začetek              |
| 31 - 34 | Ceca na Marakani          | Noč zmagovalcev                             |
| 35 - 37 | Intervju Marina Tucaković | Sestre brez dlake na jeziku                 |
| 38 - 39 | Posterji                  | Posterji                                    |
| 40 - 41 | Kolege o Ceci             | Njena zvezda bo še dolgo sijala             |
| 44 - 49 | Tuji mediji o Ceci        | Če je ne bi bilo, bi si jo morali izmisliti |
| 53 - 56 | Besedila                  | Vsa nova besedila                           |
| 57 - 58 | Ceca v Sloveniji          | Ceca v mestu glasbe                         |

## Ostale informacije
Posebna izdaja revije je bila objavljena dva meseca pred prvim Cecinim koncertom v Sloveniji, v okviru turneje Ceca 2005. Ta revija in pevkin nastop na prvem programu RTV Slovenije je dvignil veliko prahu, še posebej med slovenskimi glasbeniki, ki so menili, da se v najvplivnejših slovenskih medijih brez težav reklamira "žena srbskega vojnega zločinca", po drugi strani pa se ne sme reklamirati slovenska pevka Simona Weiss. Prav tako so kritizirali medijsko hišo, ki je oranizirala pevkin koncert ter izdajo revije. 
Sindikat glasbenikov Slovenije je prav tako ostro nasprotoval Cecini promociji v slovenskih medijih. Bili so zgroženi tudi nad pevkinim nastopom v nedeljski večerni oddaji nacionalne televizije Spet doma. Kot so navedli, se jim je zdelo nedopustno, da državna televizija v najelitnejšem terminu in v eni najbolj gledanih oddaj reklamira koncert estradnice, ki pooseblja srbski nacionalizem in najbolj okrutne poboje. 
Ceca je edina balkanska pevka, o kateri je bila narejena posebna izdaja revije v slovenskem jeziku.
- Predmetna oznaka: Ražnatović, Svetlana, 1973- -- Zborniki
- Avtorji:Ražnatović, Svetlana in Dragić, Beba
- ISBN: 9619152115
- Inventarna številka: nuk.219953408
- Zbirka podatkov: Katalog Nuk

## Naklada
Prva naklada revije je štela 20.000 izvodov in je bila po poročanju Žurnala razprodana v dveh tednih.